# Eisenbahn in Thüringen
Dieser Artikel beschreibt die Entwicklung der Eisenbahn im deutschen Bundesland Thüringen.

## Geschichte

### Die Anfänge der Eisenbahn in Thüringen

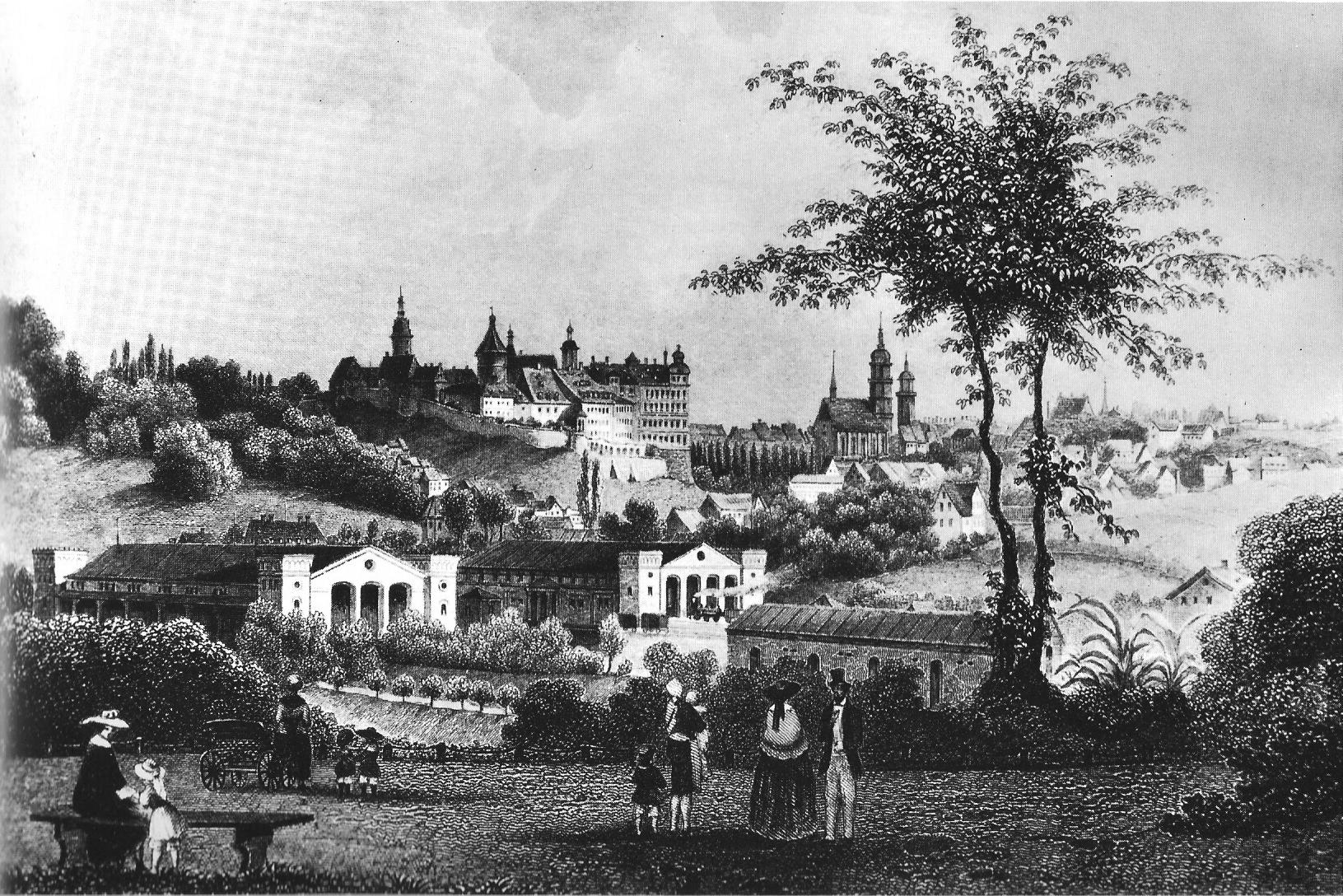
Altenburger Bahnhof um 1860

Auf der Fläche des heutigen Freistaates Thüringen befanden sich bis Anfang des 20. Jahrhunderts acht Thüringische Staaten sowie mehrere preußische Gebiete und einige kleine sächsische Exklaven. Diese staatenmäßige Zersplitterung wurde verschärft durch die Verteilung in auseinandergerissene Territorien, deren Regierungen jeweils ihre eigenen Interessen durchzusetzen versuchten. Planungen für Eisenbahnlinien in Thüringen gestalteten sich daher im 19. Jahrhundert äußerst schwierig.
Die erste Bahnstrecke, die durch thüringisches Gebiet führte, war die Sächsisch-Bayerische Eisenbahn im Jahre 1842. Sie führte von Leipzig über Hof (Saale) nach Nürnberg. In Thüringen bescherte sie der Stadt Altenburg, damals Residenzstadt des Herzogtums Sachsen-Altenburg, einen Bahnanschluss. Davon profitierte die Stadt derart, dass eine rasche industrielle Entwicklung in Gang kam.
Die preußische Regierung war dabei an einem raschen Bahnanschluss Berlins Richtung Frankreich interessiert, was vor allem militärische Hintergründe hatte. Es wurde erwogen, eine Bahnstrecke vorbei an den großen Machtzentren Thüringens durch den Norden des Landes zu bauen. Sie sollte von Halle durch das Thüringer Becken über Mühlhausen Richtung Osthessen führen. Jedoch wurde dieses Vorhaben nicht realisiert, da sich sowohl die Stadt Erfurt, als auch die thüringischen Staaten dagegen sträubten. Deshalb wurde 1846 die Thüringische Eisenbahn-Gesellschaft mit dem Bau einer Bahnlinie betraut, die von Halle über Naumburg entlang der Thüringer Städtekette nach Bebra zur Strecke Kassel–Frankfurt führen sollte. Die so entstandene Thüringer Bahn, die auch heute noch die wichtigste Thüringens ist, wurde 1846 bis Weimar, 1847 über Erfurt und Gotha bis Eisenach und schließlich 1849 von Eisenach über Gerstungen bis Bebra eröffnet. Damit war die Anbindung Berlins an Südwestdeutschland vollendet.
Die Thüringische Eisenbahn-Gesellschaft, an der sich auch die thüringischen Staaten beteiligt hatten, war die größte Bahngesellschaft im Land. Bei der Gründung in Erfurt 1844 waren von Anfang an zu einem Viertel des Aktienkapitals das Königreich Preußen, das Großherzogtum Sachsen-Weimar und das Herzogtum Sachsen-Gotha beteiligt. Später kamen noch Sachsen-Meiningen, Schwarzburg-Rudolstadt, Schwarzburg-Sondershausen, Reuß j. L., ferner die Stadt Mühlhausen sowie Stadt und Kreis Langensalza hinzu.
Wegen der großen Bedeutung der thüringischen Bahnstrecken bemühte sich der Staat Preußen um den vollständigen Erwerb, übernahm die Betriebsführung und Verwaltung zum 1. Januar 1882 und wurde am 1. Juli 1886 Eigentümer.

### Das Netz wächst weiter
Erst 1858 wurden auf thüringischem Boden wieder Gleise verlegt. Diesmal war die Werra-Eisenbahn-Gesellschaft der Auftraggeber für die 150 Kilometer lange Werrabahn, die nun den Südthüringer Raum und insbesondere die Residenzstadt Meiningen erschließen sollte. Die Bahnlinie erhielt ihren Namen von der Werra, in deren Tal sie größtenteils verläuft. Beginn der Bahnlinie war die Stadt Eisenach. Als erstes Hindernis kurz hinter der Stadt war der Thüringer Wald zu überwinden, wobei dieser im Raum Eisenach noch relativ flach war. Dies wurde durch den 544 Meter langen Förthaer Tunnel realisiert. Weiter führt die Strecke über Bad Salzungen nach Meiningen und dann über Hildburghausen und Coburg nach Lichtenfels, wo sie wiederum auf die Bahnlinie von München nach Berlin trifft.
Nun verlangte auch die zweitgrößte Stadt im Thüringer Raum, Gera, nach einem Eisenbahnanschluss. Sie bekam ihn 1859 durch das Tal der Weißen Elster nach Zeitz, wo Anschluss nach Leipzig und Halle besteht. Bauherr war hier wieder die Thüringische Eisenbahn-Gesellschaft. Um den Bahnanschluss der Stadt zu verbessern, erfolgte bereits 1865 ein Anschluss in östlicher Richtung nach Gößnitz zur Sächsisch-Bayerischen Eisenbahn.
Nachdem die Mitte, der Osten und der Süden Thüringens bereits durch eine Eisenbahnlinie erschlossen wurden, bekam nun auch der Norden der Region Anschluss an die Eisenbahn. Realisiert wurde sie in den Jahren 1866 bis 1872, als man Halle im Osten durch Nordthüringen mit Kassel im Westen verband. Durch die Halle-Kasseler Eisenbahn erhielten die Städte Nordhausen, Leinefelde und Heiligenstadt Bahnanschluss. Sie wurde 1869 durch die Bahnstrecke Erfurt–Nordhausen und 1870 durch die Bahnstrecke Gotha–Leinefelde mit der Thüringer Bahn verbunden. Ebenfalls 1869 wurde die Südharzstrecke eröffnet.

### Ausbau und Verdichtung des Netzes nach der Reichsgründung

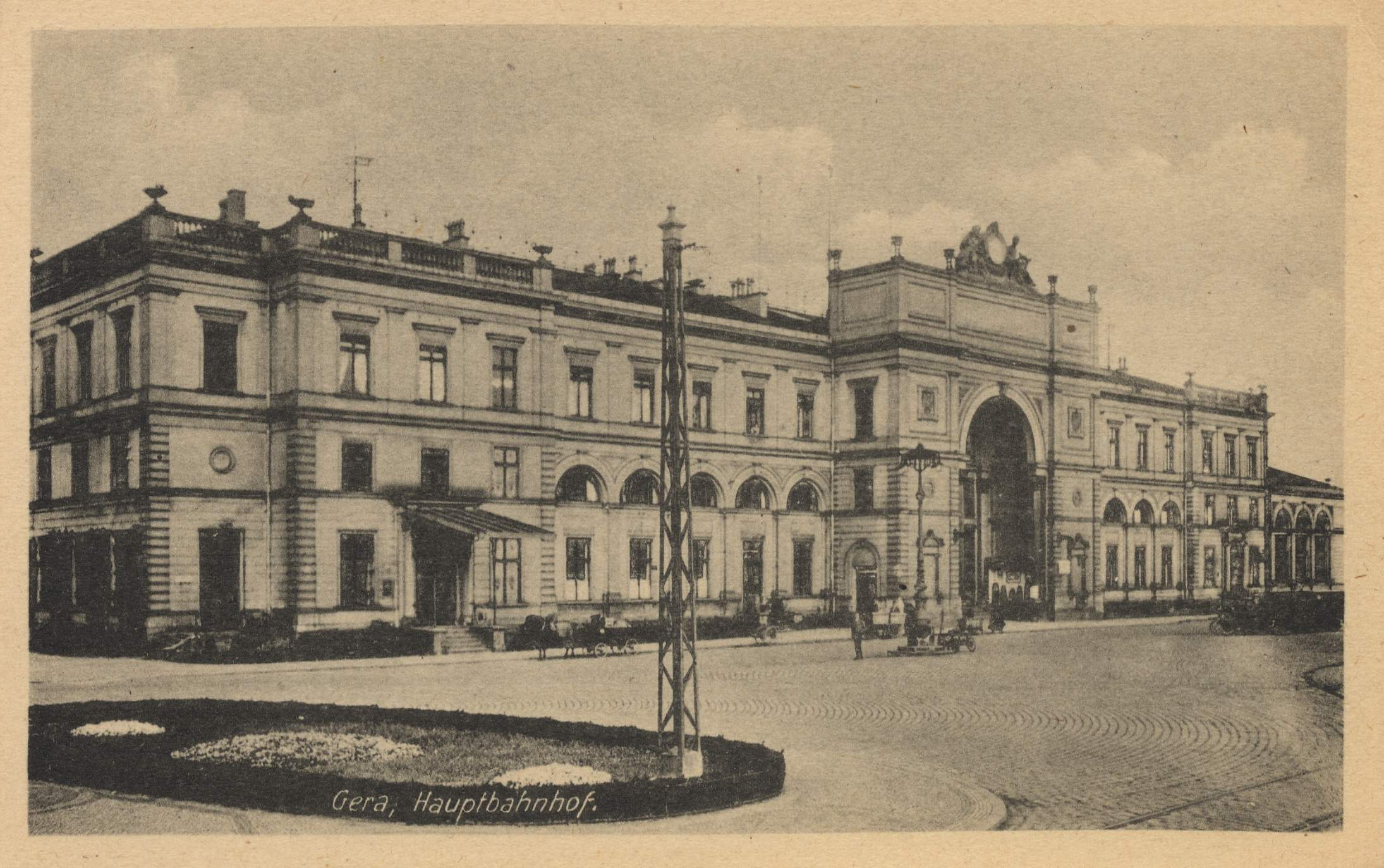
Gera Hauptbahnhof, um 1900

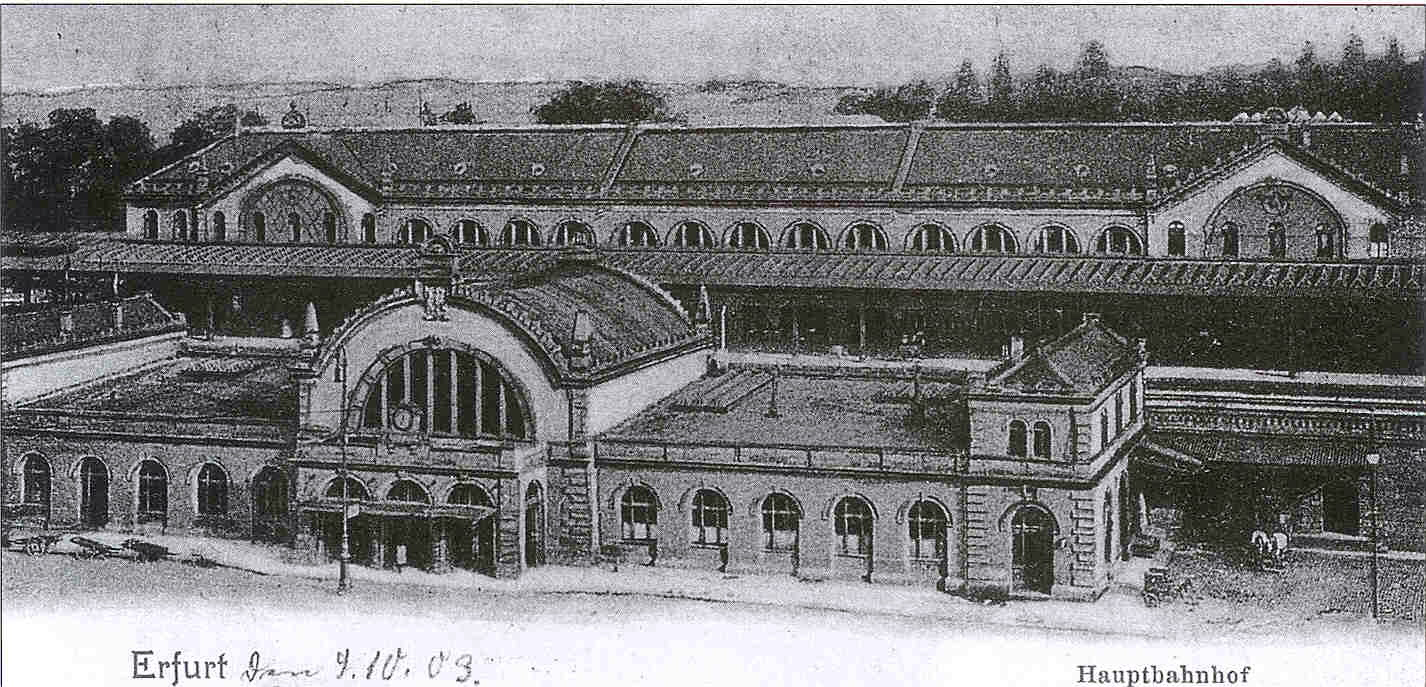
Erfurt Hauptbahnhof, 1903

Nachdem Deutschland 1871 ein Staat geworden war, wurde die Ausrichtung des Eisenbahnnetzes von einem dezentralen zu einem zentralen mit Mittelpunkt Berlin proklamiert. Zu diesem Zweck war die Werrabahn ungünstig gelegen und es wurde nach einer neuen Verbindung von Berlin nach Württemberg, insbesondere Stuttgart, gesucht. Dafür musste zwangsläufig der Thüringer Wald in seinem zentralen Teil durchquert werden. Es bot sich an hierfür die bereits vorhandene Strecke Erfurt–Arnstadt einzubeziehen. Einerseits verlangte die Stadt Ilmenau nach einem Eisenbahnanschluss, andererseits war eine Trassierung entlang der Wilden Gera kostengünstiger, da hier ein kürzerer Tunnel benötigt wurde. So wurde nach 1880 mit den ersten Bauarbeiten begonnen. Schwierigstes Projekt war hierbei der drei Kilometer lange Brandleitetunnel, der den Thüringer Wald an seiner höchsten Stelle nahe Oberhof querte. 1884 konnte die Strecke über Arnstadt und Suhl nach Meiningen eröffnet werden. Der Anschluss von Meiningen Richtung Würzburg wurde bereits 1874 mit der Bahnstrecke Schweinfurt–Meiningen realisiert, so dass nun die Verbindung von Berlin nach Stuttgart vollständig ausgebaut war.
Ebenfalls im Sinne der Zentralisierung musste eine schnellere Verbindung von Berlin nach München geschaffen werden. Die Sächsisch-Bayerische Eisenbahn wurde einst nach den Vorstellungen Sachsens sehr umständlich durchs Vogtland trassiert. Außerdem hatte Jena noch immer keinen Bahnanschluss erhalten. Es wurde ein Konzept erstellt, nachdem der Verkehr von Berlin nach München über drei Achsen erfolgte. Zum einen über die alte Trasse durchs Vogtland, zum anderen über Leipzig und Gera nach Saalfeld und zum dritten über Halle und Jena nach Saalfeld. Zu diesem Zweck wurde einerseits 1871 eine Bahnstrecke von Gera über Weida und Pößneck nach Saalfeld errichtet, zum anderen wurde durch die Saalbahn-Gesellschaft eine Strecke von Naumburg über Jena nach Saalfeld gebaut. In Saalfeld begann dann die Bahnstrecke Leipzig–Probstzella, eine Strecke, die das Thüringer Schiefergebirge überquert und an die bayerische Bahnstrecke Hochstadt-Marktzeuln–Probstzella anschließt. 1885 war dann auch dieses Projekt vollendet und Berlin besaß eine schnellere Verbindung nach München.
Als letzte große Lücke im Thüringer Netz klaffte noch der östliche Teil der „Städtekette“. Die größte Stadt, Erfurt, war noch immer nicht mit der zweitgrößten Stadt, Gera, verbunden. Um diese Lücke zu schließen, wurde 1876 die Holzlandbahn von Weimar über Jena nach Gera gebaut.
Aus Sicht der Militärs fehlte noch eine schnelle Verbindung von Berlin zur französischen Grenze. Deshalb wurde die Idee der so genannten „Kanonenbahn“ geboren, die bis 1880 eine eigene Trasse im Eichsfeld erhielt, nordöstlich von Silberhausen aber die bestehende Bahnstrecke Gotha-Leinefelde und die Halle-Kasseler Eisenbahn mitbenutzte. Damit war das Thüringer Hauptstreckennetz vervollständigt.
In den folgenden Jahrzehnten bis 1914 wurden noch zahlreiche Nebenstrecken eröffnet, die auch kleinere Städte und Dörfer mit einem Eisenbahnanschluss versorgten. 1939 gehörte die Thüringer Stammbahn mit elf täglichen Personenzugpaaren von Berlin über Erfurt nach Frankfurt sowie fünf von Berlin über Erfurt nach Würzburg zu den wichtigsten Strecken im Deutschen Reich.
| Jahrzehnt    | Neu eröffnete Strecken auf Thüringer Gebiet | Stilllegungen auf Thüringer Gebiet | Netzlänge |
| ------------ | ------------------------------------------- | ---------------------------------- | --------- |
| 1840er Jahre | 166 km                                      |                                    | 166 km    |
| 1850er Jahre | 182 km                                      |                                    | 348 km    |
| 1860er Jahre | 227 km                                      |                                    | 575 km    |
| 1870er Jahre | 526 km                                      |                                    | 1101 km   |
| 1880er Jahre | 453 km                                      |                                    | 1554 km   |
| 1890er Jahre | 396 km                                      |                                    | 1950 km   |
| 1900er Jahre | 285 km                                      |                                    | 2235 km   |
| 1910er Jahre | 199 km                                      | 3 km                               | 2431 km   |
| 1920er Jahre | 40 km                                       |                                    | 2471 km   |
| 1930er Jahre | 15 km                                       |                                    | 2486 km   |
| 1940er Jahre |                                             | 173 km                             | 2313 km   |
| 1950er Jahre |                                             | 54 km                              | 2259 km   |
| 1960er Jahre |                                             | 270 km                             | 1989 km   |
| 1970er Jahre |                                             | 89 km                              | 1900 km   |
| 1980er Jahre |                                             |                                    | 1900 km   |
| 1990er Jahre |                                             | 207 km                             | 1693 km   |
| 2000er Jahre |                                             | 207 km                             | 1486 km   |

Quelle: G. Fromm, Thüringer Eisenbahnstreckenlexikon 

### 1945: Thüringen wird Grenzland
Einschneidende Veränderungen brachte das Jahr 1945 für die Eisenbahn in Thüringen mit sich. Da es im Süden und Westen an die Amerikanische Besatzungszone (ABZ) grenzte, wurden zahlreiche Eisenbahnlinien von dieser Zonengrenze durchschnitten. Deshalb wurden am 1. November 1946 alle Eisenbahnlinien im Grenzgebiet stillgelegt. Ausnahmen waren lediglich die Strecken Eisenach–Bebra und Saalfeld–Kronach, die für den Interzonenverkehr offen blieben; auf der Südharzstrecke war nur noch Güterverkehr möglich. Damit rückte Thüringen vom Mittelpunkt des Deutschen Reiches an den Rand der Sowjetischen Besatzungszone bzw. späteren DDR und verlor seine Bedeutung für den Fernverkehr. Im Zuge der Reparationsleistungen an die Sowjetunion wurden viele Lokomotiven und Waggons aus Thüringer Bahnbetriebswerken entfernt und einige Streckengleise (meist das zweite Gleis bedeutungslos gewordener Strecken) abgebaut und eingeschmolzen.
Am 17. September 1945 wurde das sogenannte Wanfrieder Abkommen zwischen den USA und der Sowjetunion geschlossen. Es beinhaltete den Tausch mehrerer Grenzdörfer im Raum Eschwege/Heiligenstadt aus der Amerikanischen Zone in die Sowjetische und umgekehrt. Grund für den Abschluss des Abkommens war die wichtige Bahnstrecke Göttingen–Bebra (Linie Hamburg–Frankfurt), über die große Teile der Versorgung der ABZ mit Truppen und Gütern abgewickelt wurden. Sie verlief im Tal der Werra über etwa vier Kilometer im Thüringischen und damit im sowjetisch kontrollierten Gebiet. Die russischen Truppen nutzten diese Abhängigkeit der Amerikaner zu allerlei Schikanen (z. B. Verzögerung der Zugweiterfahrten durch tagelange Kontrollen oder Beschlagnahmen von Gütern). Daraufhin wollten die Amerikaner den kleinen westthüringischen Gebietszipfel in ihre Besatzungszone integrieren. Nach Verhandlungen mit den Sowjets wurden die thüringischen Dörfer entlang der Strecke nach Hessen integriert und im Gegenzug einige hessische Ortschaften an der thüringischen Grenze nach Thüringen integriert. Das Abkommen wurde nach dem Ort der Unterzeichnung benannt: nach der kleinen osthessischen Stadt Wanfried nahe Eschwege.

### Die Eisenbahn in Thüringen zur DDR-Zeit
Zu DDR-Zeiten gab es wenig Veränderungen im thüringischen Eisenbahnnetz. Einige unrentabel gewordene Nebenstrecken wurden stillgelegt und einige Hauptstrecken elektrifiziert. Besonderheiten waren die Bahnhöfe von Frauenwald und Bad Liebenstein, die trotz des eingestellten Eisenbahnverkehrs ihren Fahrkartenverkauf und ihre Gepäckabfertigung behielten. In Bad Liebenstein endet dieser Zustand erst 1994.

### Nach 1990: Thüringen ist wieder die Mitte Deutschlands

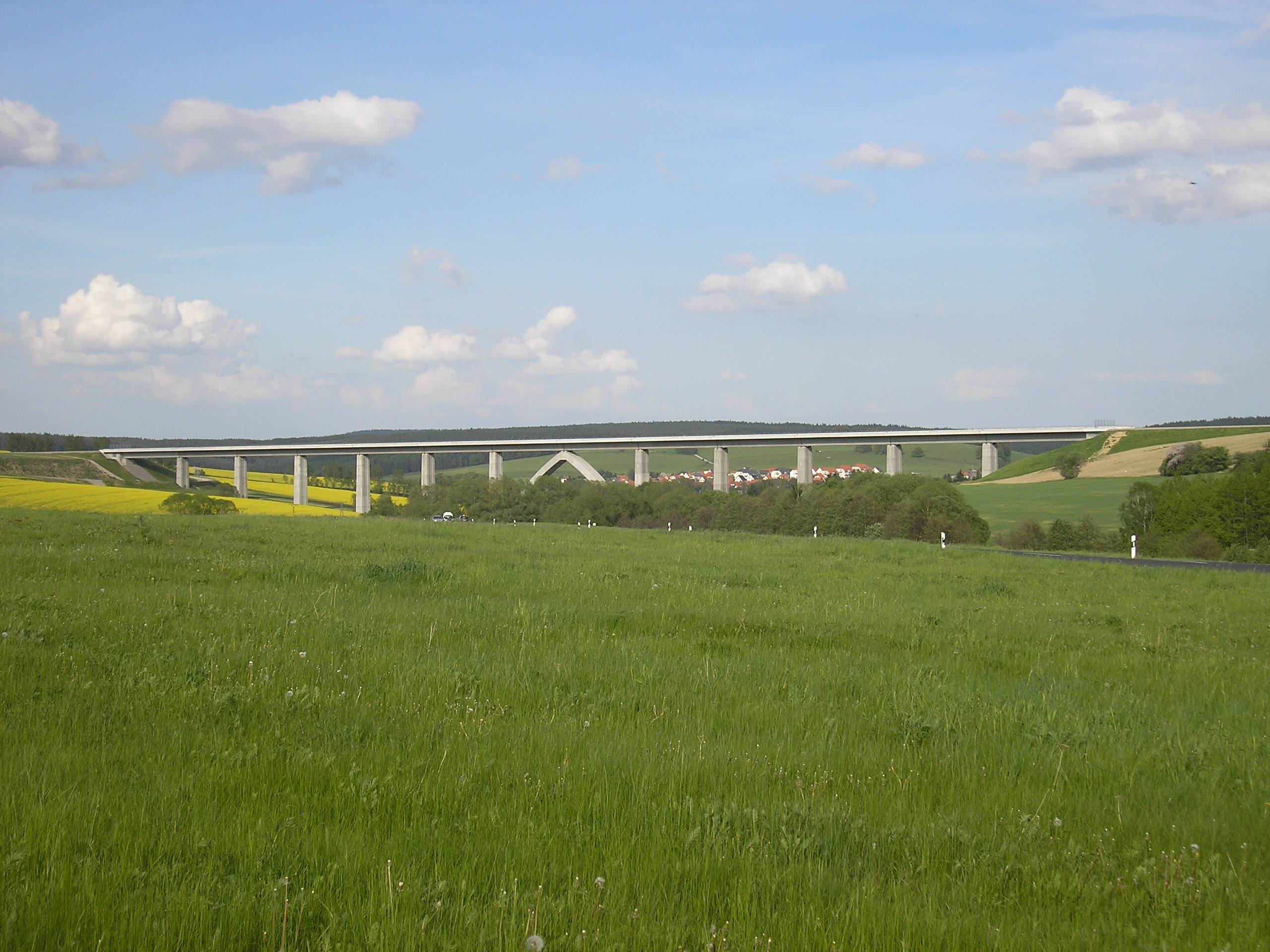
Eisenbahnüberführung Wümbachtalbrücke der Schnellfahrstrecke Nürnberg–Erfurt

Mit der deutschen Wiedervereinigung 1990 rückte Thüringen vom „verkehrstechnischen Abseits“ wieder in den Mittelpunkt Deutschlands. Die Deutsche Bahn verfolgte in den Folgejahren zwei Ziele:
- Ausbau und Sanierung des Fernverkehrsnetzes, z. B. durch Elektrifizierung, Verbreitern auf zwei Gleise und Sanieren von Nebenstrecken. Auch die Wiederherstellung von Verbindungen in die alten Bundesländer gehört hier dazu
- Stilllegen von unrentablen Nebenstrecken: Die Konsolidierung des Streckennetzes fand in den Jahren 1994 bis 2000 statt und ist heute weitestgehend abgeschlossen.

Des Weiteren wurden einige Haupt- und Nebenstrecken an Privatbahnen wie die Erfurter Bahn oder die Süd-Thüringen-Bahn verpachtet, die diese seit etwa 2002 betreiben.
Durch das „Verkehrsprojekt Deutsche Einheit Nr. 8“ ist der Neubau der Schnellfahrstrecke Nürnberg–Erfurt und Erfurt–Leipzig/Halle durch Thüringen festgelegt worden. Die letztgenannte Strecke ist am 13. Dezember 2015 eröffnet worden; die andere Strecke wurde am 10. Dezember 2017 eröffnet.

### Unfälle
Erwähnenswerte Unfälle sind:
- Am 29. Oktober 1919 kam es gegen 08:30 Uhr in Neudietendorf zu einer Flankenfahrt eines Güterzuges auf den Personenzug P 810 Erfurt–Bebra. 3 Menschen starben, 80 wurden verletzt.
- 16. Dezember 1920 – Zug 5 der Kleinbahn Silberhausen–Hüpstedt geriet mit einer schweren Ladung Kalisalz außer Kontrolle und entgleiste im Ausziehgleis des Bahnhofs Silberhausen. 17 Menschen starben, mehrere wurden verletzt. → Hauptartikel: Eisenbahnunfall von Silberhausen
- 24. Dezember 1935 – In Großheringen stieß der verspätete D 44 Berlin–Basel im Einfahrbereich mit dem seine Fahrstraße kreuzenden P 825 zusammen. Der Lokführer der Vorspannlokomotive des D 44 war mit dem Heizen der Lok beschäftigt, da ihm aufgrund Personalmangels ein Aushilfsheizer zugeteilt war. Dieser war erst zwei Monate im Fahrdienst und mit dem Heizen völlig überfordert, da der vollbesetzte Schnellzug aufgrund der hohen Geschwindigkeit und der steigungsreichen Strecke sehr viel Dampf benötigte. Dadurch war der Lokführer von der Streckenbeobachtung abgelenkt und übersah das auf „Halt“ stehende Einfahrsignal von Großheringen. Durch den Unfall starben 34 Menschen und es gab 27 Schwerverletzte. Erschwerend bei den Rettungsarbeiten kam hinzu, dass das Unglück auf der Saalebrücke passierte.
- 19. Juli 1972 – Beim Zusammenstoß zweier Personenzüge infolge eines übersehenen Haltesignals nahe dem Bahnhof Haarhausen starben drei Fahrgäste, mehrere wurden verletzt.
- 11. Juni 1981 – Der Interzonenzug D 1453 von Düsseldorf nach Karl-Marx-Stadt (Chemnitz) erreichte gegen 16:20 Uhr das Stadtgebiet von Erfurt (Ortsteil Bischleben). Dort war es auf Grund großer Hitzeeinwirkung zu einer Gleisverwerfung gekommen. Der vierte und fünfte Waggon des Schnellzuges entgleisten und stürzten eine Böschung hinunter. Die nachfolgenden fünf Waggons entgleisten, der siebte prallte gegen ein Stellwerk. 14 Fahrgäste starben und 93 wurden zum Teil schwer verletzt.
- 28. September 2003 – Auf der Ilmbahn nahe Weimar stießen gegen 13:00 Uhr auf einem eingleisigen Streckenabschnitt bei Holzdorf zwei Regionalbahnen frontal zusammen. Eine Person wurde getötet, 29 verletzt. Ursache war ein Fehler eines Triebfahrzeugführers, der am Bahnhof Holzdorf, ohne den Gegenzug abzuwarten, losfuhr. Dadurch, dass sich die Unglücksstelle in einer unübersichtlichen Kurve befand, konnten die Züge trotz der geringen Höchstgeschwindigkeit von 50 km/h nicht rechtzeitig gebremst werden. Vermutlich wäre das Unfallausmaß deutlich geringer gewesen, wenn die in der ursprünglichen französischen Ausführung der Triebwagen vorhandenen Crashverzehrelemente auch bei den deutschen Fahrzeugen vorhanden gewesen wären.

## Streckennetz
Im Folgenden werden die Strecken aufgelistet, auf denen aktuell Eisenbahnverkehr stattfindet. Als aktuelle Übersicht zu den Linien des Nahverkehrs existiert die

### Hauptbahnen
| Strecke                                  | Ausbau* | KBS-Nr. | Linien | Stationen gesamt | Stationen- dichte (km) | Taktdichte (min)               | Länge (km) |
| ---------------------------------------- | ------- | ------- | --- | ---------------- | ---------------------- | ------------------------------ | ---------- |
| Northeim–Nordhausen                      | 1       | 357     | RB 80 (Bodenfelde–)Northeim–Nordhausen | 15               | 6,0                    | 60                             | 90         |
| Leipzig–Altenburg–Hof                    | E 2     | 530     | RE 3 Erfurt–Gera–Altenburg/Greiz S 5 Halle–Leipzig–Altenburg(–Zwickau) S 5X Halle–Leipzig–Altenburg–Zwickau                                                                | 30               | 5,7                    | RE: 120 S: 60/120 SX: 60       | 170        |
| Gera–Gößnitz–Glauchau                    | 1/E 11  | 540     | RE 1 Göttingen–Erfurt–Glauchau RE 3 Erfurt–Gera–Altenburg/Greiz | 10               | 5,1                    | 60                             | 51         |
| Gera–Weischlitz                          | 1       | 541     | RB 4 Gera–Greiz–Plauen–Weischlitz | 19               | 3,3                    | 60                             | 62         |
| Leipzig–Probstzella                      | 2       | 550 555 | EBx 12 Leipzig–Gera–Saalfeld EB 22 Leipzig–Gera–Saalfeld | 29               | 4,8                    | 60                             | 140        |
| Naumburg/Großheringen–Saalfeld           | E 2     | 560 840 | ICE Hamburg–Berlin–München RE 18 Halle–Jena–Saalfeld RE 42 Jena–Saalfeld–Nürnberg SE 15 Leipzig–Jena–Saalfeld RB Saalfeld–Kronach–Bamberg RB 24 Großheringen–Jena–Saalfeld | 37               | 4,7                    | ICE: 60 RV: 60                 | 173        |
| Arnstadt–Saalfeld                        | 1       | 561     | EB 23 Erfurt–Saalfeld EBx 47 Erfurt–Saalfeld | 10               | 4,8                    | 60                             | 48         |
| Weimar–Jena–Gera                         | 1/2     | 565     | RE 1 Göttingen–Erfurt–Glauchau RE 3 Erfurt–Gera–Altenburg/Greiz EB 21 Weimar–Gera                                                                                          | 13               | 5,2                    | RE: 120 RB: 60/120             | 68         |
| Erfurt–Grimmenthal–Meiningen/Schweinfurt | 2² 1    | 570 815 | RE 7 Erfurt–Würzburg RE 45 Erfurt–Meiningen STB 44 Erfurt–Meiningen EB 40 Meiningen–Schweinfurt                                                                            | 30               | 5,4                    | 60                             | 162        |
| Eisenach–Eisfeld                         | 1       | 575 569 | STB 41 Eisenach–Eisfeld(–Sonneberg) | 22               | 4,9                    | 60 (120)                       | 108        |
| Halle–Naumburg–Erfurt–Bebra              | E 2     | 580 605 | ICE Dresden–Frankfurt IC Stralsund–Düsseldorf RE 16 Halle–Naumburg–Erfurt RE 17 Leipzig–Naumburg–Erfurt RB 20 Halle–Erfurt–Eisenach RB 6 Eisenach–Gerstungen–Bebra         | 32               | 5,2                    | RE: 120 RB: 60 ICE: 60 IC: 120 | 165        |
| Halle–Nordhausen–Eichenberg              | E 2     | 590 600 | RE 9 Halle–Kassel RE 19 Halle–Leinefelde RB 51 Nordhausen–Heilbad Heiligenstadt                                                                                            | 39               | 4,4                    | RE: 120 RB: 60                 | 172        |
| Sangerhausen–Erfurt                      | E 1     | 595     | RE 10 Magdeburg–Erfurt RB 59 Sangerhausen–Erfurt | 15               | 4,7                    | RE: 120 RB: 120                | 70         |
| Nordhausen–Wolkramshausen–Erfurt         | 1       | 601     | RE 55 Nordhausen–Erfurt RE 56 Nordhausen–Erfurt | 19               | 4,2                    | 60                             | 79         |
| Gotha–Leinefelde                         | 1       | 604     | RE 1 Glauchau–Erfurt–Göttingen RE 2 Erfurt–Kassel RB 53 Gotha–Bad Langensalza                                                                                              | 15               | 4,5                    | 60                             | 67         |
| Coburg–Sonneberg                         | E 1     | 820     | RE 49 Sonneberg–Nürnberg | 13               | 3,2                    | 60                             | 41         |

*: Anzahl der Gleise; E steht für elektrifizierte Strecken
1: Gößnitz–Glauchau elektrifiziert

²: bis Plaue sowie zwischen Gehlberg und Oberhof
Der am dichtesten befahrene Abschnitt in Thüringen ist Erfurt–Weimar.

### Nebenbahnen
In Thüringen sind alle Nebenbahnen eingleisig und nicht elektrifiziert. Durch verschiedene Streckenstilllegungen seit Anfang der 1990er Jahre hat das Netz an Dichte verloren.
| Strecke                             | KBS-Nr. | Betreiber | Nr.        | Stationen gesamt | Stationen- dichte (km) | Taktdichte (min) | Länge (km) |
| ----------------------------------- | ------- | --------- | ---------- | ---------------- | ---------------------- | ---------------- | ---------- |
| (Gera–)Weida–Mehltheuer             | 546     | EB        | EBx 13     | 16               | 3,0                    | 60/120           | 48         |
| (Saalfeld–)Hockeroda–Blankenstein   | 557     | EB        | EB 32      | 14               | 3,7                    | 60/120           | 52         |
| (Jena–)Orlamünde–Pößneck            | 559     | EB        | EB 28      | 10               | 3,5                    | 60/120           | 35         |
| Rottenbach–Katzhütte                | 562     | OBS       | OBS        | 8                | 3,1                    | 60               | 25         |
| Sonneberg–Neuhaus                   | 564     | STB       | STB 42     | 12               | 2,3                    | 60               | 28         |
| (Erfurt–)Plaue–Ilmenau–Rennsteig    | 566     | STB       | STB 46     | 15               | 3,5                    | 60               | 52         |
| Eisfeld–Sonneberg                   | 569     | STB       | STB 41     | 11               | 3,0                    | 120              | 33         |
| Zella-Mehlis–Wernshausen            | 573     | STB       | STB 43     | 12               | 2,5                    | 60               | 30         |
| Weimar–Kranichfeld                  | 579     | EB        | EB 26      | 13               | 2,0                    | 60               | 26         |
| Sömmerda–Buttstädt                  | 594     | EB        | RB 27      | 7                | 3,9                    | 120              | 22,5       |
| (Erfurt–)Kühnhausen–Bad Langensalza | 603     | DB        | RE 2 RB 52 | 9                | 4,2                    | 60               | 38         |
| Fröttstädt–Friedrichroda            | 606     | STB       | RB 48      | 6                | 1,8                    | 60               | 11         |

Stand: Dezember 2017

### Schmalspurbahnen

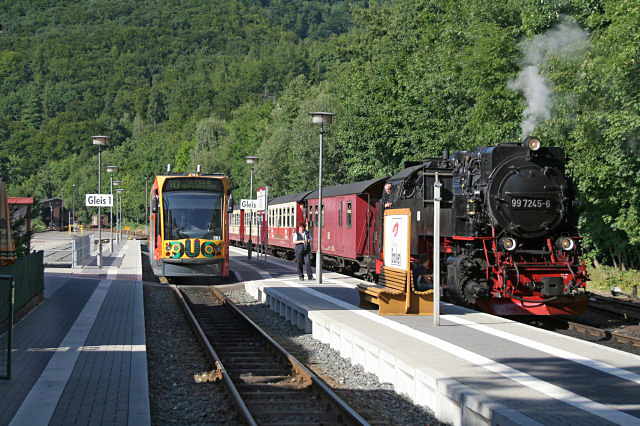
Moderner und traditioneller Zugbetrieb auf der Harzquerbahn

Als einzige schmalspurige Eisenbahn existiert heute nur noch die Harzquerbahn, welche von Nordhausen ausgehend den Harz Richtung Norden überquert. Verschiedene andere Strecken sind bereits länger abgebaut. Die Trusebahn zwischen Werratal und Thüringer Wald hatte 750 mm Spurweite. Sie war neun Kilometer lang und verband den Ort Trusetal mit der Werrabahn bei Wernshausen. 1000 mm Spurweite besaßen neben der Harzquerbahn insgesamt sechs Strecken in Thüringen: Die Bahnstrecken Bad Salzungen–Vacha und Dorndorf–Kaltennordheim wurden 1934 und 1906 von 1000 mm auf 1435 mm (Normalspur) umgebaut, um den Betrieb einfacher gestalten zu können.
Zwei weitere Schmalspurbahnen gab es im Landkreis Hildburghausen, eine führte von der Kreisstadt nach Heldburg, sie wurde bereits 1946 stillgelegt und die andere führte von Eisfeld nach Schönbrunn. Sie wurde 1967 stillgelegt.
Weiterhin gab es noch eine Schmalspurbahn von Weimar nach Großrudestedt bei Sömmerda, Weimar-Buttelstedt-Großrudestedter Eisenbahn (1946 stillgelegt) und eine von Gera nach Meuselwitz Gera-Meuselwitz-Wuitzer Eisenbahn, die 1971 stillgelegt wurde.

### Besondere Bahnen

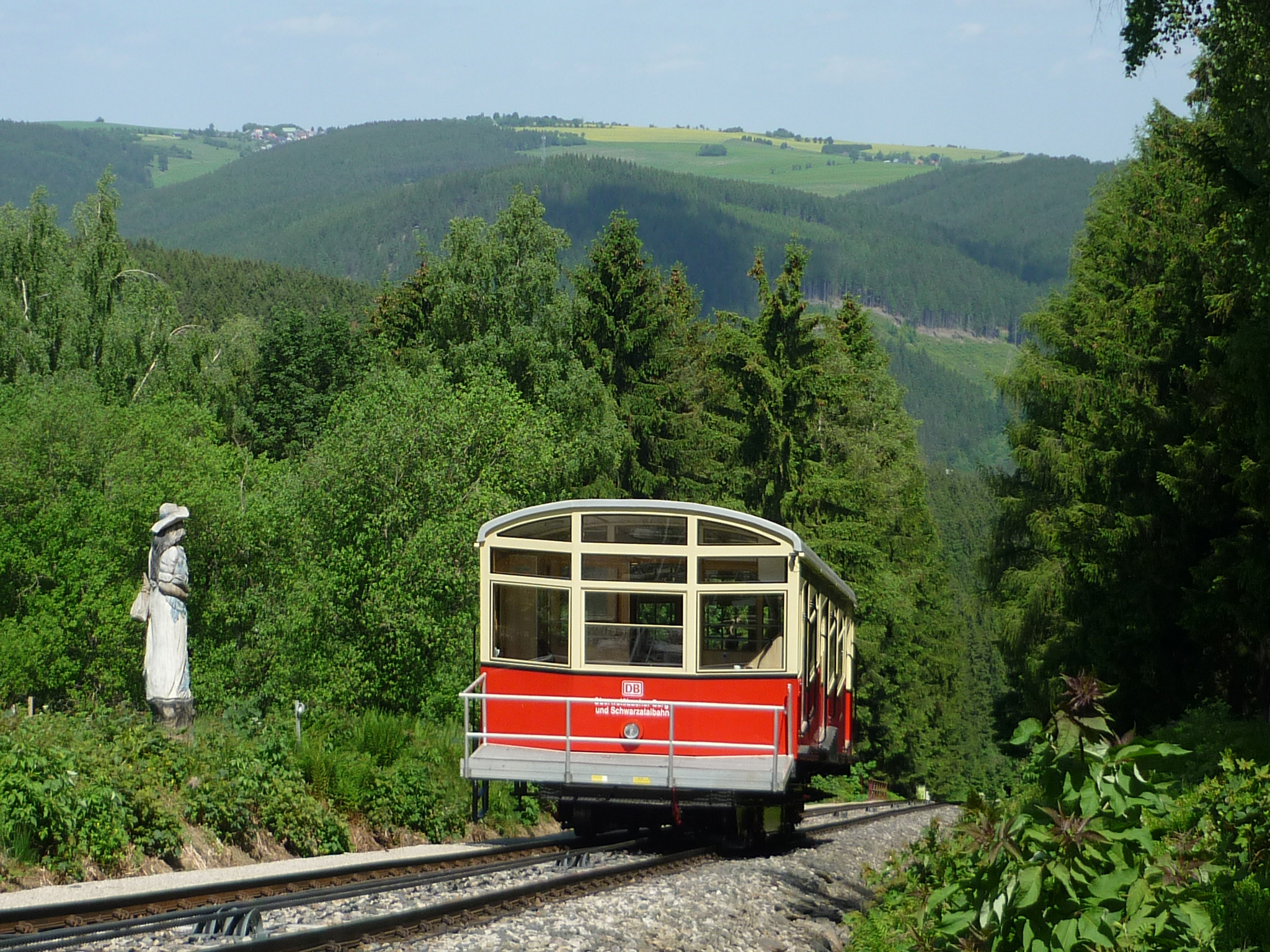
Oberweißbacher Bergbahn

In Thüringen gibt es einige außergewöhnliche Eisenbahnstrecken. Die wohl bekannteste ist die Oberweißbacher Bergbahn, eine 1,4 Kilometer lange Standseilbahn mit 1800 mm Spurweite (Breitspur). Sie verkehrt aus dem Schwarzatal hinauf auf die Oberweißbacher Hochfläche. An der Bergstation (Lichtenhain an der Bergbahn) beginnt eine 2,5 Kilometer lange elektrifizierte Flachstrecke, die weiter nach Cursdorf führt. Die gesamte Anlage wird im Kursbuch der Deutschen Bahn als Kursbuchstrecke 563 geführt.
Als Museumsbahn wird auch die Strecke von Ilmenau über den Rennsteig nach Schleusingen betrieben. Mit teilweise 6 % Steigung ist die Rennsteigbahn die steilste Strecke Deutschlands, die noch im reinen Adhäsionsbetrieb befahren wird. Sie wird an ausgewählten Wochenenden von Dampfloks der Dampfbahnfreunde Mittlerer Rennsteig befahren. Die steilste Adhäsionsstrecke überhaupt in Deutschland war die Friedbergbahn, die bis 1997 in Betrieb war und teils Steigungen von mehr als 6,6 % besaß.

## Privatbahnen

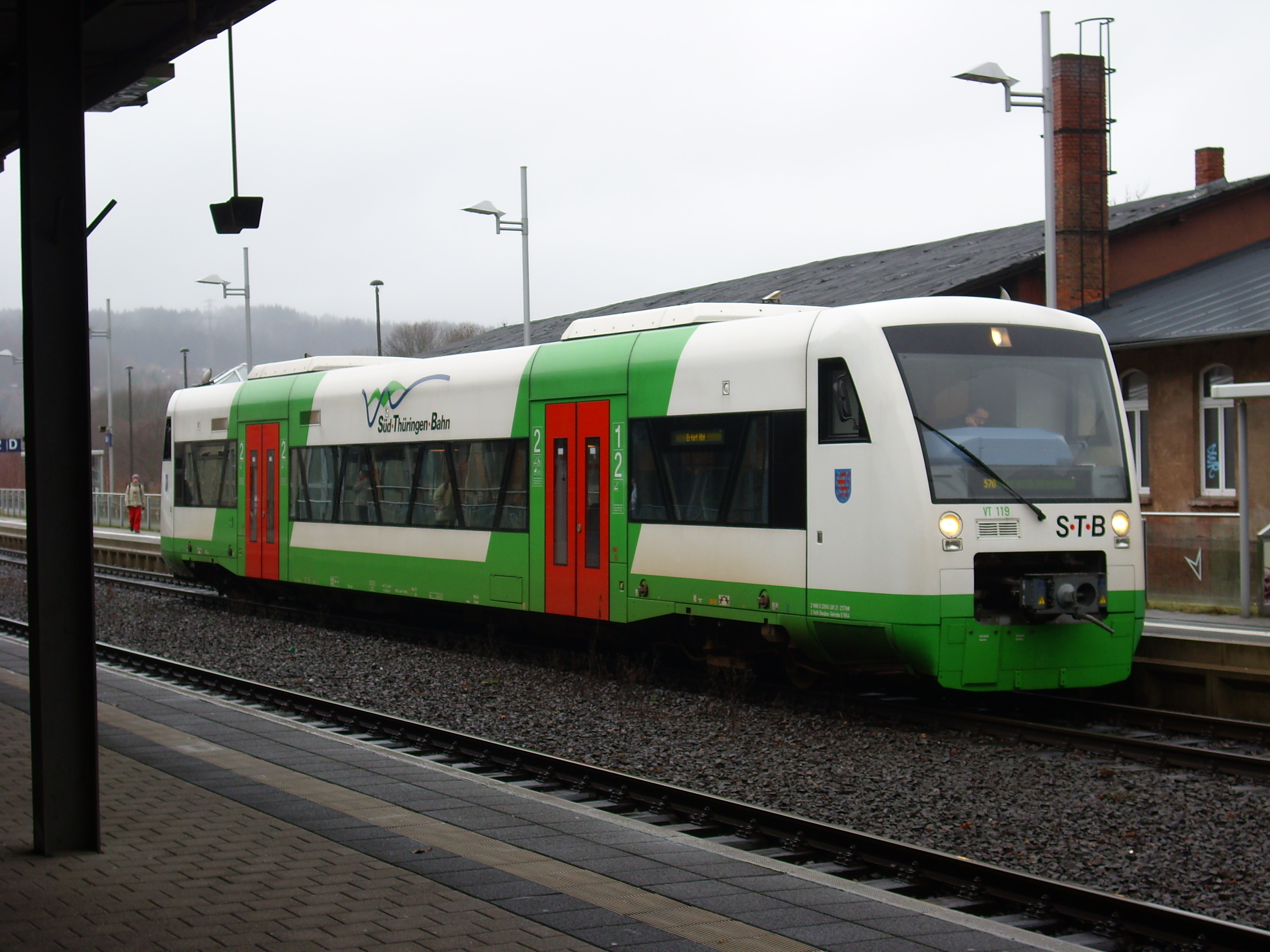
Dieseltriebwagen der Süd-Thüringen-Bahn in Suhl

Seit etwa 1998 gibt es in Thüringen zahlreiche Strecken, auf denen der Verkehr ausgeschrieben wurde. Der Regionalverkehr wird hier von den vier in Thüringen tätigen Privatbahnen übernommen.
- Die Erfurter Bahn (EB) erbringt in Ostthüringen Regionalbahnverkehr auf nicht elektrifizierten Strecken unter dem Markennamen Elster Saale Bahn, die bis nach Leipzig und Hof (Saale) reichen. Weiterhin betreibt die Erfurter Bahn mit dem Unterfranken-Shuttle eine Regionalbahn von Meiningen nach Schweinfurt und Bad Kissingen und anderen Orten Unterfrankens sowie die Nebenbahn von Sömmerda nach Buttstädt.
- Die Süd-Thüringen-Bahn (STB) erbringt den Regionalbahnverkehr auf den Strecken Erfurt–Meiningen, Erfurt–Ilmenau-Rennsteig, Meiningen–Eisenach, Meiningen–Sonneberg, Sonneberg–Neuhaus und Zella-Mehlis–Wernshausen.
- Abellio Rail Mitteldeutschland bedient seit Dezember 2015 sämtliche elektrifizierten Magistralen von Erfurt und Eisenach in Richtung Halle, Leipzig und Magdeburg.
- Die Vogtlandbahn fährt auf der Elstertalbahn von Gera über Greiz nach Plauen Mitte und weiter bis nach Weischlitz. Das Netz der Vogtlandbahn liegt überwiegend in Sachsen und erreicht neben Thüringen auch Bayern und die Tschechische Republik.
- Weitere in Thüringen tätige Bahngesellschaften sind die Harzer Schmalspurbahnen GmbH und die Oberweißbacher Berg- und Schwarzatalbahn. Die Cantus Verkehrsgesellschaft erbringt seit dem Fahrplanwechsel am 10. Dezember 2006 den Regionalverkehr auf der Strecke Eisenach–Gerstungen–Bebra. Diese Strecke ist Teil des Nord-Ost-Hessen-Netzes.

## Triebfahrzeuge

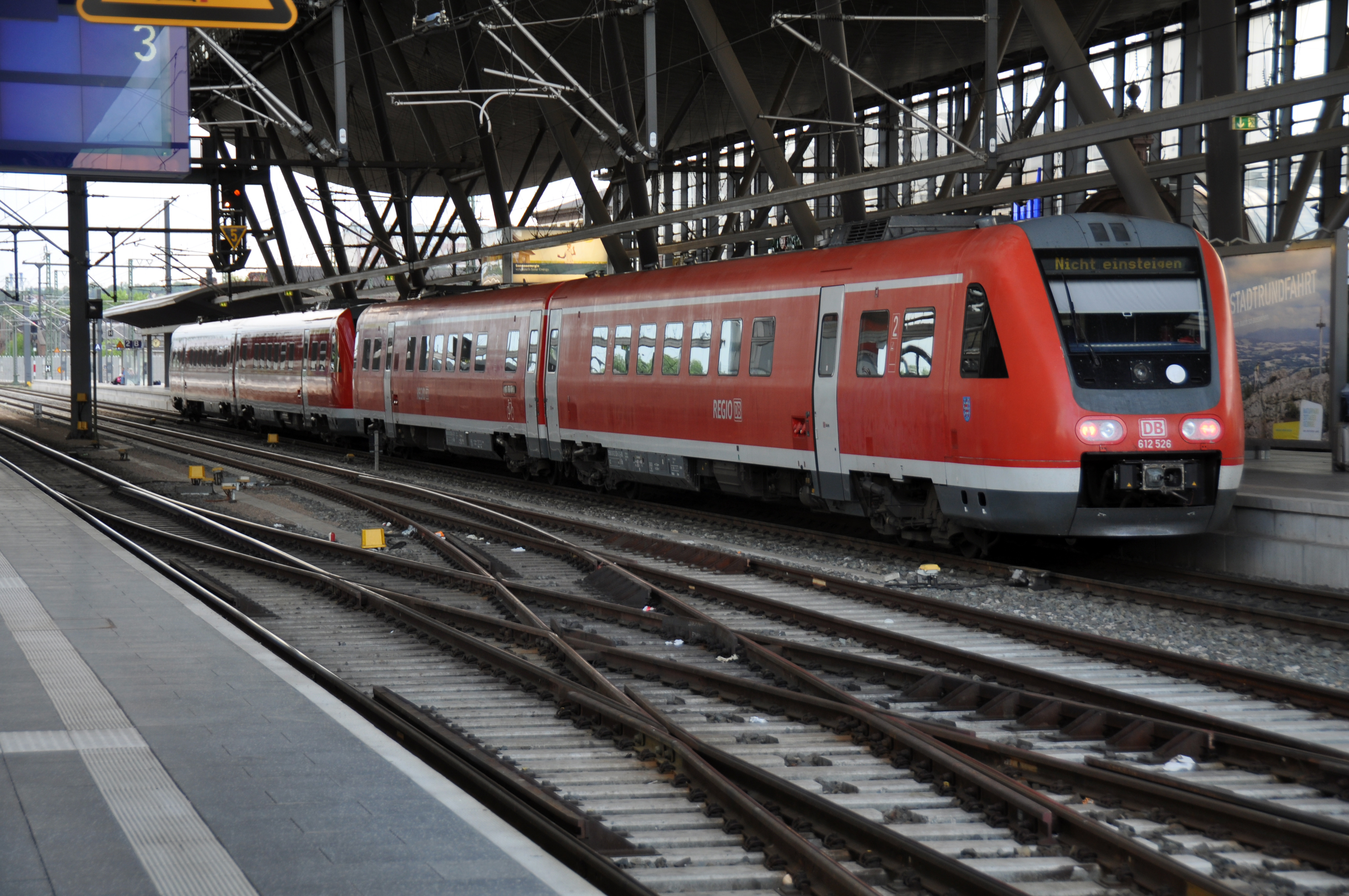
Die Baureihe 612 ist auf vielen RE-Linien in Thüringen unterwegs

In Thüringen kommen verschiedenste Triebfahrzeuge zum Einsatz. Die Deutsche Bahn setzt auf ihren Nebenstrecken meist die Dieseltriebwagen der Baureihen 641 („Walfisch“) und 642 (Siemens Desiro) ein, während auf Hauptachsen i.d.R die Baureihe 612, der „Regio-Swinger“, vorzufinden ist. Dieser verfügt über eine Neigetechnik.
Die privaten Bahnen setzen in Thüringen ausschließlich Triebwagen ein. Am weitesten verbreitet sind hierunter die Stadler Regio-Shuttles von Erfurter Bahn, Süd-Thüringen-Bahn und Vogtlandbahn. Die Cantus Verkehrsgesellschaft setzt auf ihrer Strecke Eisenach–Bebra Elektrotriebwagen vom Typ Stadler FLIRT ein, während bei Abellio Rail Mitteldeutschland ausschließlich die Fahrzeuge des Typs Bombardier Talent 2 und LINT 41 zum Einsatz kommen.
Im Werk Erfurt der DB Regio AG, Verkehrsbetrieb Thüringen werden (fast) alle Fahrzeuge für Thüringen verwaltet. Dies sind 26 Exemplare der Baureihe 612, 20 Exemplare der Baureihe 641, 85 Exemplare der Baureihe 642 sowie alle thüringischen Nahverkehrswagen. Zudem unterhält die Erfurter Bahn für den gleichen Zweck ein Werk in Erfurt, die Süd-Thüringen-Bahn eines am Bahnhof Meiningen.
In Meiningen existiert das Dampflokwerk der DB, welches sich auf Neubau, Reparatur und Wartung von Traditionsfahrzeugen und Museumsdampfloks in Deutschland spezialisiert hat. Hier kann man bei den jährlich stattfindenden Meininger Dampfloktagen zahlreiche Dampflokomotiven aus dem mitteleuropäischen Raum besichtigen. Im Bahnbetriebswerk Arnstadt sind die Museumsloks des Thüringer Raumes beheimatet. Ebenso kann man in Eisenach und in Weimar Museumslokomotiven besichtigen, welche dort beheimatet sind.

## Wichtige Bahnhöfe

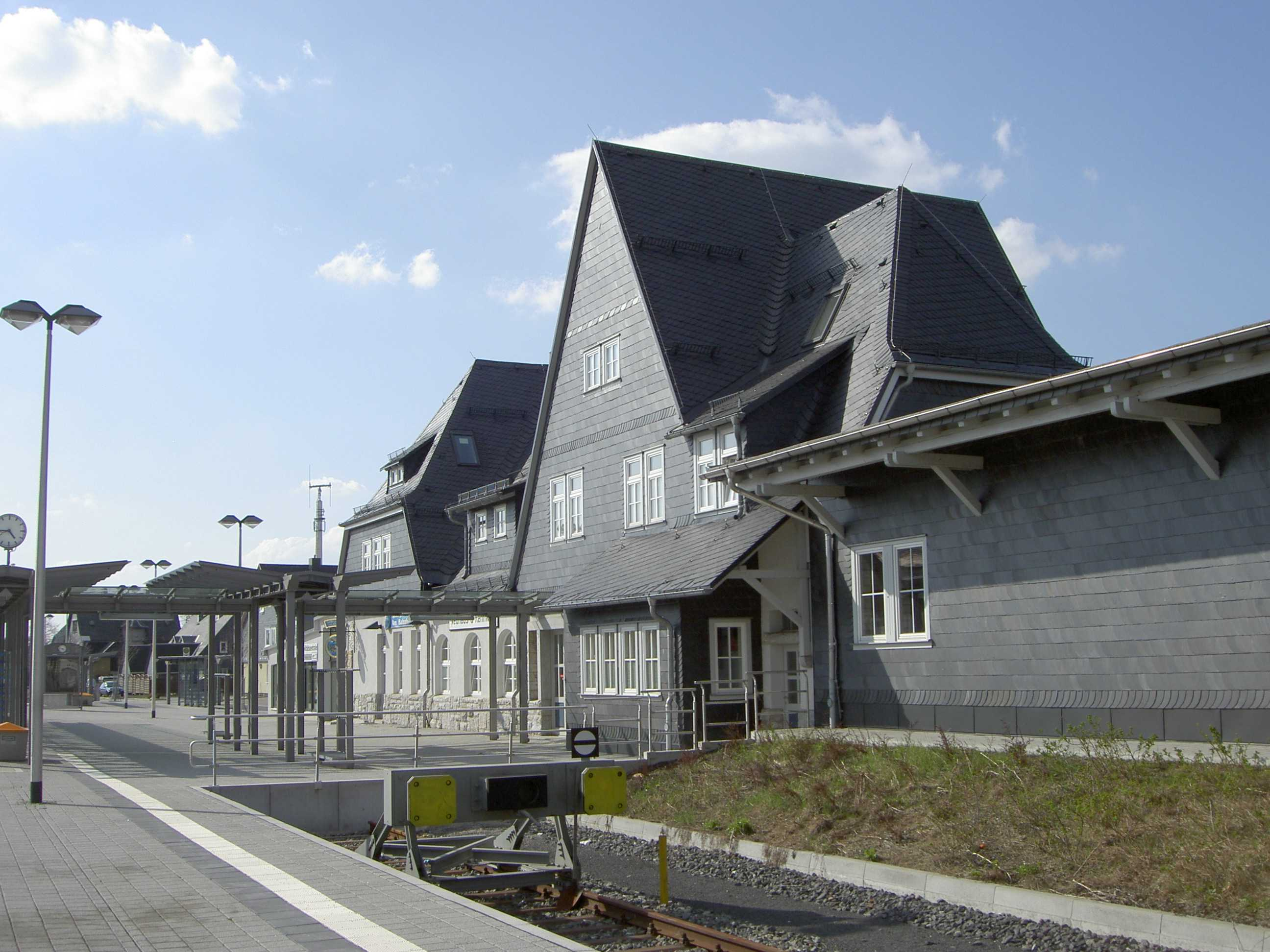
Bahnhof Neuhaus, am höchsten gelegener Bahnhof in Thüringen

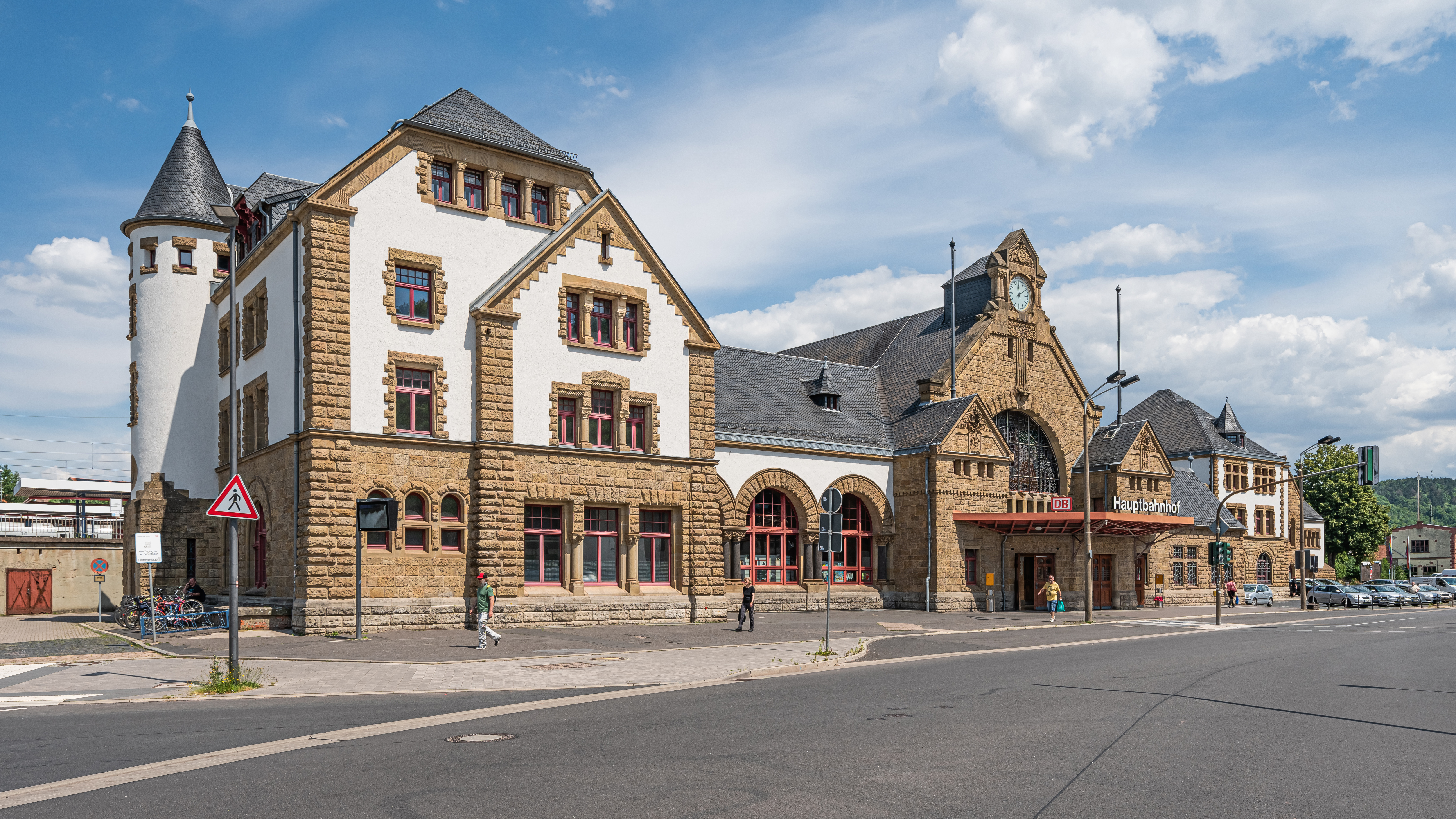
Bahnhof Eisenach

siehe auch: Liste der Personenbahnhöfe in Thüringen
Der größte und bedeutendste Bahnhof Thüringens ist der Erfurter Hauptbahnhof. Von hier gibt es Verbindungen zu fast allen Thüringer Städten. In den Jahren 2015 und 2017 wurden die Hochgeschwindigkeitstrassen Erfurt-Halle/Leipzig und Nürnberg-Erfurt in Betrieb genommen. Damit wurde Erfurter Hauptbahnhof zentraler Knoten der ICE-Strecken Dresden–Frankfurt (Main) und Berlin–München. Zuvor wurde der Bahnhof in den Jahren 2002 bis 2008 umfangreich umgebaut.
Neben Erfurt besitzt der Bahnhof Eisenach eine wichtige Rolle im Bahnverkehr. Er ist der Zentralpunkt für Westthüringen. Neben dem Fernverkehr ist Eisenach auch der Ausgangspunkt der wichtigen Regionalbahn-Linie Eisenach–Leipzig sowie der Werrabahn über Meiningen nach Eisfeld. Ebenfalls spielt Eisenach im Güterverkehr eine wichtige Rolle. Der Bahnhof ist auch Standort des Thüringischen Traditionszuges.
Ein weiterer wichtiger Bahnhof ist der Bahnhof Saalfeld (Saale). Er ist das Zentrum des Schienenverkehrs im Südosten Thüringens. Hier befand sich bis 2017 ein ICE-Halt an der Linie Berlin–München, ist jetzt aber noch ein IC-Halt der Linie Leipzig–Karlsruhe. Zum anderen treffen hier weitere Bahnstrecken von Erfurt, Jena, Gera, Kronach, Bad Lobenstein und Katzhütte aufeinander.
Die Stadt Jena besitzt keinen Hauptbahnhof. Sie verfügt aber dennoch über vier größere Bahnhöfe. Zum einen der Saalbahnhof im Norden der Stadt, der früher der Halt der Fernzüge in Jena war. In den letzten Jahren hat er aber seine Bedeutung zu Gunsten des neu erbauten, zentrumsnahen Haltepunktes Jena-Paradies verloren. Der Bahnhof Jena West im Westen der Stadt liegt an der Holzlandbahn Erfurt–Gera und besitzt deshalb ebenfalls überregionale Bedeutung. Der Bahnhof Jena-Göschwitz liegt im Süden Jenas am Schnittpunkt der Saalbahn mit der Holzlandbahn. Er galt als „heimlicher Hauptbahnhof“ der Stadt, jedoch halten nur vereinzelt Fernzüge. Für den Güterverkehr besitzt dieser Bahnhof aber noch Bedeutung.
Der Hauptbahnhof von Gera ist Knotenpunkt regionaler Bahnlinien in Ostthüringen. Er besitzt eine imposante Glasüberdachung aus dem Jahre 1911. Gera wurde unter anderem dafür bekannt, die erste deutsche Großstadt ohne Anschluss an den Fernverkehr zu sein. Regionale Bahnlinien führen von hier nach Jena, Leipzig, Altenburg, Plauen, Hof und Saalfeld.
Wichtigster Bahnknoten Nordthüringens ist der Bahnhof Nordhausen, wo sich die Bahnstrecke Halle–Hann. Münden, die Bahnstrecke Northeim–Nordhausen und die Bahnstrecke Erfurt–Wolkramshausen(–Nordhausen) treffen. Wenig entfernt am Bahnhof Nordhausen-Nord beginnt die Harzquerbahn-Schmalspurstrecke. Ebenfalls sehr bedeutend im Raum Nordthüringen ist der Bahnhof Leinefelde. Hier treffen die Bahnstrecken Gotha–Leinefelde und Halle–Hann. Münden aufeinander. Im Süden des Freistaates bildet der Bahnhof Meiningen, einst Start- und Zielpunkt zahlreicher Fernzüge der Deutschen Reichsbahn, den bedeutendsten Bahnknoten. Bahnlinien führen von hier aus nach Erfurt, Eisenach, Schweinfurt, Bad Kissingen und Sonneberg.
Während der Zeit der deutschen Teilung besaßen die Bahnhöfe von Probstzella an der Frankenwaldbahn und Gerstungen an der Thüringer Bahn Bedeutung als Grenzbahnhöfe im Interzonenverkehr. Hier wurden Passkontrollen, Lokwechsel, Gepäckkontrollen und Ähnliches durchgeführt. In Ellrich (Südharzstrecke) wurden nur Güterzüge kontrolliert. Der höchstgelegene Bahnhof Thüringens ist der Bahnhof Neuhaus am Rennweg mit 830 m ü. NN. Der tiefstgelegene Bahnhof im Land befindet sich in Großheringen (Saaletal) in 123 m Höhe.
Insgesamt gibt es in Thüringen sechs Fernbahnhöfe: Eisenach, Gotha, Erfurt Hbf, Weimar an der Thüringer Bahn sowie Jena Paradies und Saalfeld an der Saalbahn.
Den Zusatz „Hauptbahnhof“ tragen nur vier Bahnhöfe in Thüringen: Erfurt Hauptbahnhof, Gera Hauptbahnhof, Arnstadt Hauptbahnhof und Sonneberg Hauptbahnhof. Erwähnenswert ist, dass der Sonneberger Hauptbahnhof (seit 1999 Umweltbahnhof) nach Streckensperrungen in den Jahren zwischen 1997 und 2002 nur von einer einzigen Linie – als einziger Bahnhof Sonnebergs überhaupt – aus Richtung Coburg im bayerischen Oberfranken angefahren wurde.
Nach der Preisliste (bis 2017 Bahnhofskategorie) der Deutschen Bahn wurden in Thüringen 2020 ausgewiesen
- Preisklasse 2: Erfurt Hauptbahnhof
- Preisklasse 3: Bahnhof Eisenach, Gera Hauptbahnhof, Bahnhof Gotha, Bahnhof Jena Paradies, Bahnhof Jena West, Bahnhof Jena-Göschwitz, Bahnhof Leinefelde, Bahnhof Nordhausen, Bahnhof Saalfeld (Saale), Bahnhof Weimar
- Preisklasse 4: Bahnhof Apolda, Arnstadt Hauptbahnhof, Bad Langensalza, Bahnhof Gößnitz, Heilbad Heiligenstadt, Bahnhof Meiningen, Bahnhof Mühlhausen (Thür), Bahnhof Neudietendorf, Bahnhof Rudolstadt (Thür), Bahnhof Sömmerda, Sonneberg (Thür) Hauptbahnhof
- Preisklasse 5: 17 Bahnhöfe an Hauptstrecken in Klein- und Mittelstädten sowie Treffpunkte mehrerer Regionalstrecken, die bedeutendsten sind Bahnhof Altenburg, Bahnhof Großheringen und Bahnhof Hermsdorf-Klosterlausnitz
- Preisklassen 6 und 7: alle übrigen Bahnhöfe in Thüringen wie zum Beispiel der Bahnhof Ilmenau (größte Stadt Thüringens mit Preisklasse-6-Bahnhof).

Weitere 29 Bahnhöfe werden in dieser Statistik nicht geführt, weil sie einen anderen Eigentümer haben. Die meisten hiervon liegen an der Harzquerbahn.

## Straßenbahnen

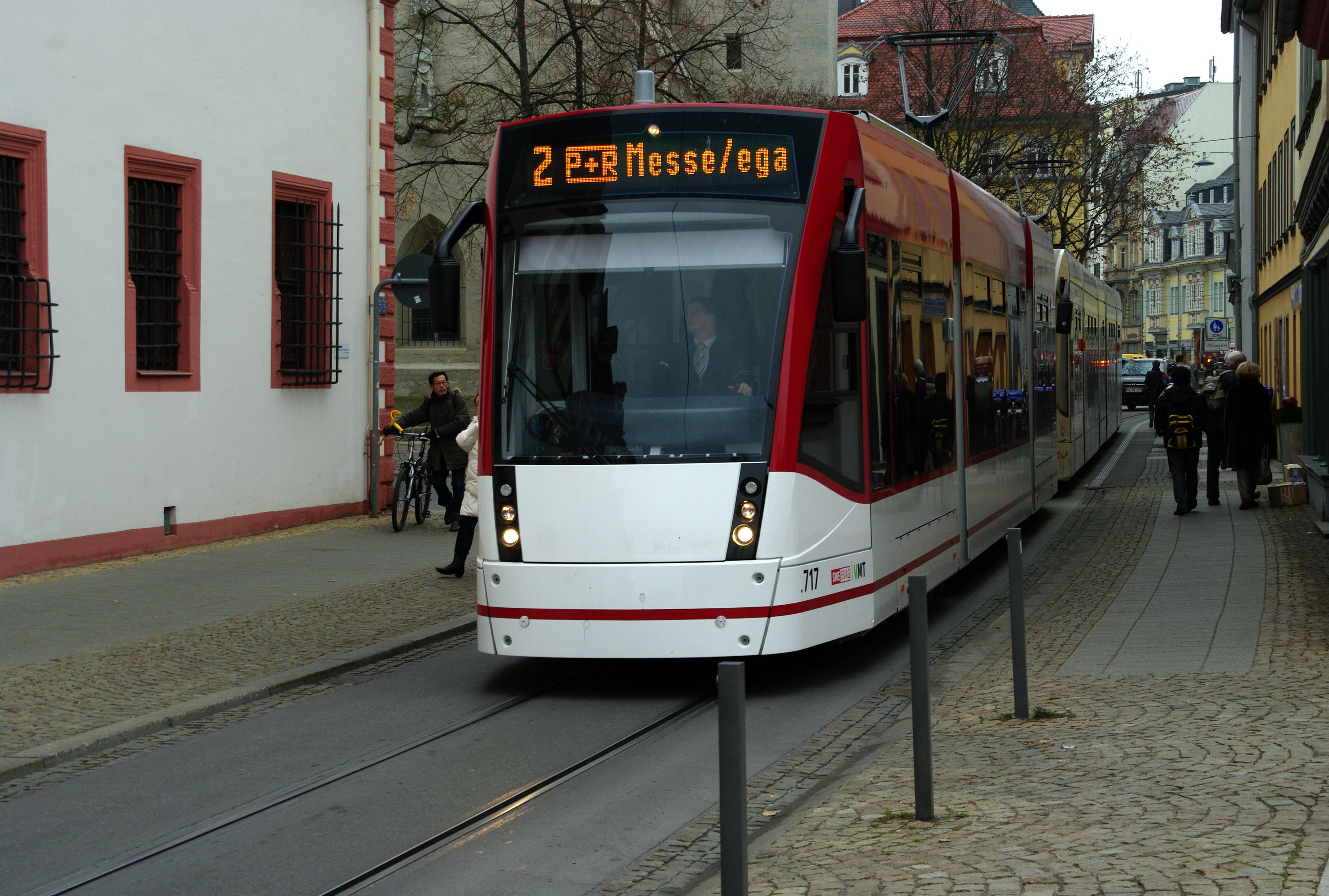
Straßenbahn in Erfurt

Im Freistaat gibt es heute sechs Straßenbahnbetriebe, in Erfurt (seit 1883), Gera (seit 1892), Gotha (seit 1894), Nordhausen (seit 1900) und Jena (seit 1901), sowie ferner die Thüringerwaldbahn (seit 1929). Letztere, eine Überlandstraßenbahn mit 1000 mm Spurweite, führt von Gotha nach Tabarz im Thüringer Wald.
Vier weitere Städte besaßen früher einmal Straßenbahnen: Altenburg (1895 bis 1920), Eisenach (1897 bis 1975), Mühlhausen (1898 bis 1969) und Weimar (1899 bis 1937). Alle Straßenbahnen wurden und werden elektrisch betrieben und hatten bzw. haben 1000 mm Spurweite (Meterspur). Die Erfurter Straßenbahn wurde bis 1894 als Pferdestraßenbahn betrieben.
Ein der Straßenbahn ähnliches Verkehrsmittel, den Oberleitungsbus, gab es Mitte des 20. Jahrhunderts in vier thüringischen Städten: in Gera (1939 bis 1977, siehe Oberleitungsbus Gera), in Greiz (1945 bis 1969, siehe Oberleitungsbus Greiz), in Weimar (1948 bis 1993, siehe Oberleitungsbus Weimar) und in Erfurt (1948 bis 1975, siehe Oberleitungsbus Erfurt). Der geplante Oberleitungsbus Suhl konnte bedingt durch die Wende 1989 nicht mehr fertiggestellt werden.